# چیخانووچک
چیخانووچک (به لهستانی:  Ciechanowczyk) یک روستا در لهستان است که در گمینا چیخانوویتس واقع شده‌است. چیخانووچک ۵۵ نفر جمعیت دارد.